# 安特·马尔科维奇
安特·马尔科维奇（1924年11月25日—2011年11月28日），克罗地亚族，克罗地亚共产主义者联盟中央委员，克罗地亚执行委员会主席，南斯拉夫共产主义者联盟中央委员，南斯拉夫执行委员会主席（总理）。

## 生平
1924年，出生于波斯尼亚和黑塞哥维那的科尼茨。
1940年，入团。
1941年，参加南斯拉夫人民解放战争。
1943年，入党。
1954年，毕业于萨格勒布大学电气工程学院。
1961年，任“拉德·康查尔”电气公司总经理。
1965年，任克共联盟中央委员、克罗地亚社议会经济院主席、南斯拉夫联邦议会经济院副主席。
1980年，任克罗地亚执行委员会主席（总理）。
1985年，为克罗地亚主席团委员。
1986年，任克罗地亚主席团主席。
1986年，为南共联盟中央委员。
1989年，任南斯拉夫执行委员会主席。
1990年，为南斯拉夫改革力量联盟主席。
2011年，去世。